# Гуннерлунн, Томас
Томас Гуннерлунн Нильсен (дат. Thomas Gundelund Nielsen; род. 6 ноября 2001, Скиве, Виборг) — датский футболист, защитник клуба «Вайле».

## Клубная карьера
Гундерлунд — воспитанник клуба «Вайле». 26 ноября 2017 года в матче против «Вендсессела» он дебютировал в Первой лиге Дании. По итогам сезона игрок помог команде выйти в элиту, но в новом сезоне не смог пробиться в основной состав, не сыграв ни минуты. После вылета команды Гундерлунд отвоевал место в основе. 28 ноября 2019 года в поединке против «Виборга» Томас забил свой первый гол за «Вайле». По итогам сезона игрок помог клубу вновь вернуться в элиту. 14 сентября 2020 года в матче против «Орхуса» он дебютировал в датской Суперлиге.

## Международная карьера
В 2017 году в составе юношеской сборной Дании Гундерлунд принял участие в юношеском чемпионате Европы в Англии. На турнире он сыграл в матчах против команд Боснии и Герцеговины и Бельгии.